# Naderiore carajas
Genre
Espèce
Naderiore carajas, unique représentant du genre Naderiore, est une espèce de schizomides de la famille des Hubbardiidae.

## Distribution
Cette espèce est endémique du Pará au Brésil. Elle se rencontre dans des grottes de la Serra dos Carajás.

## Description
Naderiore carajas mesure de 3,7 à 3,9 mm.

## Étymologie
Son nom d'espèce lui a été donné en référence au lieu de sa découverte, la Serra dos Carajás.

## Publication originale
- Pinto-da-Rocha, Andrade & Moreno-Gonzalez, 2016 : Two new cave-dwelling genera of short-tailed whip-scorpions from Brazil (Arachnida: Schizomida: Hubbardiidae). Zoologia (Curitiba), vol. 33, no 2, p. e20150195 (texte intégral).